# Cory Redding
Cory Bartholomew Redding (15 de noviembre de 1980 en Houston, Texas) es un jugador de fútbol americano que ocupa la posición de Ala Defensiva y que milita en las filas de los Indianapolis Colts de la National Football League (NFL). Fue seleccionado por los Detroit Lions en la tercera ronda del Draft de 2003 de la NFL. Jugó fútbol americano universitario en Texas.

## Carrera universitaria
Redding jugó fútbol americano para los Longhorns de Texas en la Universidad de Texas en Austin. Durante sus 4 años allí, él fue 2 veces seleccionado al All-Big 12 Conferencia y jugó en todos los partidos, incluyendo 35 partidos consecutivos en la línea defensiva.
Él terminó su carrera colegial con 201 tackleadas (123 solos), 21 capturas (174 yardas) y 53 paradas (tercero en el registro de si escuela) por pérdidas de 249 yardas.

## Carrera profesional

### Detroit Lions
En el Draft del 2003 de la NFL Redding fue seleccionado por los Detroit Lions en la 3ª ronda (66 global).
Se convirtió en titular como Ala Defensiva izquierda antes de la temporada 2004. En 2005, jugó en los 16 partidos y estableció una marca en su carrera con 42 tackleadas (29 en solitario). Surgió en 2006 como uno de los mejores cazamariscales de la NFL.
El 22 de febrero de 2007, los Lions le colocaron la etiqueta de jugador franquicia y fue designado jugador franquicia del equipo no exclusiva. El 16 de julio, los Lions y Redding acordaron un contrato de 7 años y $ 49 millones. El acuerdo incluye más de $ 16 millones en dinero garantizado. La decisión se produjo en medio de un poco de controversia, ya que Redding se convirtió en el Ala Defensiva mejor pagado de la NFL.
Redding fue colocado en la lista de lesionados con lesiones en la rodilla y en la ingle el 12 de diciembre de 2008.

### Seattle Seahawks
El 14 de marzo de 2009, Detroit lo cambio por la quinta ronda del draft de la NFL del 2009 y Seattle Seahawks por el linebacker Julian Peterson de los Seattle Seahawks. Se esperaba que jugara de Ala Defensiva en los 1ª y 2ª down y jugar como tackle defensivo en jugadas de 3ª down.

### Baltimore Ravens
Redding firmó un contrato de 2 años con los Baltimore Ravens el 22 de marzo de 2010.
Redding interceptó un pase desviado de Drew Brees en la semana 15 contra los New Orleans Saints el 19 de diciembre de 2010 para ayudar a sellar una gran victoria para los Ravens. Fue su primera interceptación de su carrera.
En un juego de playoff divisional contra los Pittsburgh Steelers el 15 de enero de 2011, Redding anotó su primera touchdown de su carrera al recuperar un balón suelto de Ben Roethlisberger.

### Indianapolis Colts
Redding firmó con los Indianapolis Colts el 14 de marzo de 2012.